# Vandoies
Vandoies (en allemand, Vintl) est une commune italienne d'environ 3 320 habitants (2020) située dans la province autonome de Bolzano dans la région du Trentin-Haut-Adige, dans le Nord-Est de l'Italie.

## Administration
| Période                                  | Période | Identité | Étiquette | Qualité |
| ---------------------------------------- | ------- | -------- | --------- | ------- |
|                                          |         |          |           |         |
| Les données manquantes sont à compléter. |         |          |           |         |

### Hameaux
Vandoies di Sotto (Niedervintl), Vandioes di Sopra (Obervintl), Vallarga (Weitental), Fundres (Pfunders)

### Communes limitrophes
Les communes limitrophes sont  Chienes, Rio di Pusteria, Rodengo, Selva dei Molini, Terento et Val di Vizze.